# Kruševac
Kruševac (serbisch-kyrillisch Крушевац, anhörenⓘ; deutsch veraltet Kruschewatz) ist eine Stadt in der nach ihr benannten Gemeinde im Okrug Rasina in Serbien. Die Stadt ist Sitz der Eparchie Kruševac der Serbisch-orthodoxen Kirche.

## Geschichte
Kruševac wurde etwa 1371 von Lazar Hrebeljanović als Hauptstadt seines Fürstentums gegründet und 1387 erstmals namentlich erwähnt. Hier hatte Lazar 1389 seine Krieger gesammelt, bevor sie zur Schlacht gegen das Osmanische Reich auf dem Amselfeld zogen.
Die Stadt ist bekannt für die Kirche Lazarica, welche 1376 anlässlich der Geburt von Lazar Hrebeljanovićs Sohn Stefan Lazarević erbaut wurde. Dieser wurde 1393 in Kruševac zum Fürsten ernannt.
1427 eroberten die Osmanen die Stadt. Die Stadt erhielt den türkischen Namen Aladža Hisar. Im Verlauf der folgenden Jahrhunderte wechselte die Herrschaft über Kruševac, bis sie 1833 wieder befreit wurde und ans Fürstentum Serbien fiel.
Im Ersten Weltkrieg wurde Kruševac, nach der Okkupation Serbiens durch Österreich-Ungarn und Bulgarien,  Grenzstadt. Am 11. November 1918 wurde die Stadt befreit.
Am 6. April 1941 wurde die Stadt von deutschen Flugzeugen bombardiert und am 13. April von deutschen Truppen eingenommen. Drei Jahre später, am 14. Oktober 1944, wurde die Stadt durch die Partisanen befreit. Bei Kruševac liegt das Slobodište, ein Mahnmal für die während der Okkupation Jugoslawiens im Zweiten Weltkrieg ermordeten Personen.

## Wirtschaft
Hauptarbeitgeber sind metallverarbeitende und chemische Industrie. Bekanntere Firmen wie Trayal, der Motorölhersteller Fabrika Maziva (FAM) und Rubin haben ihren Sitz in Kruševac.  Der ehemals größte produzierende Chemiekonzern Jugoslawiens, Merima, wurde 2003 von der deutschen Henkel AG übernommen. Seitdem werden chemische Produkte lediglich aus dem Ausland eingeführt und für den Markt von der dortigen Belegschaft verpackt.

## Tourismus
Die Kirche Lazarica und die Ruinen des Donjon der Burg Lazars gehören zu den touristischen Zielen in Kruševac. Südöstlich von Kruševac liegt die Berggruppe Jastrebac, die als Naherholungsgebiet der Stadt dient.

## Sport
Kruševac ist Heimat des Fußballklubs Napredak Kruševac, der in der SuperLiga spielt. Der Wolves Rugby Club von Kruševac hat auch eine Damenmannschaft.

## Städtepartnerschaften
- Pistoia, Italien (1966)
- Trogir, Kroatien (1972)
- Travnik, Bosnien und Herzegowina (1972)
- Korfu, Griechenland (1985)
- Szentendre, Ungarn (1990)
- Kirjat Gat, Israel (1990)
- Râmnicu Vâlcea, Rumänien (2003)

## Persönlichkeiten

### Söhne und Töchter der Stadt
- Miodrag Petrović Čkalja (1924–2003), einer der beliebtesten Komiker Jugoslawiens
- Radmila Savićević (1926–2001), Schauspielerin
- Taško Načić (1934–1993), Schauspieler
- Dušan Rajković (* 1942), Schachspieler und -trainer
- Bratislav Đorđević (* 1946–2022), Fußballtorwart
- Radmila Lazić (* 1949), serbische Schriftstellerin
- Milan Nedeljković (* 1969), Vorstand BMW
- Ana Atanasković (geb. 1973), Schriftstellerin
- Milan Nikolić (* 1973), Jazzmusiker
- Ivan Kitanović (* 1976), Musiker
- Goran Aleksić (* 1982), Handballspieler und -trainer
- Sanja Milenković (1983–1999), ziviles Opfer eines NATO-Bombenangriffs
- Dušan Bozoljac (* 1985), Handballspieler
- Nemanja Obradović (* 1991), Handballspieler
- Sanja Vučić (* 1993), Sängerin
- Tijana Bogdanović (* 1998), Taekwondoin

### Persönlichkeiten, die in der Stadt gewirkt haben
- Vlastimir Đuza Stojiljković (1929–2015), Schauspieler, besuchte die Schule in Kruševac.

## Galerie

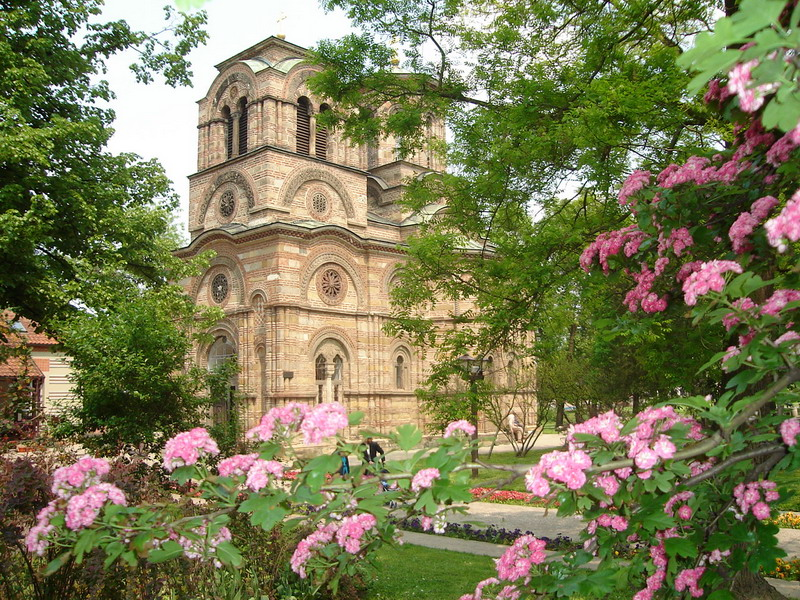
Kirche Lazarica
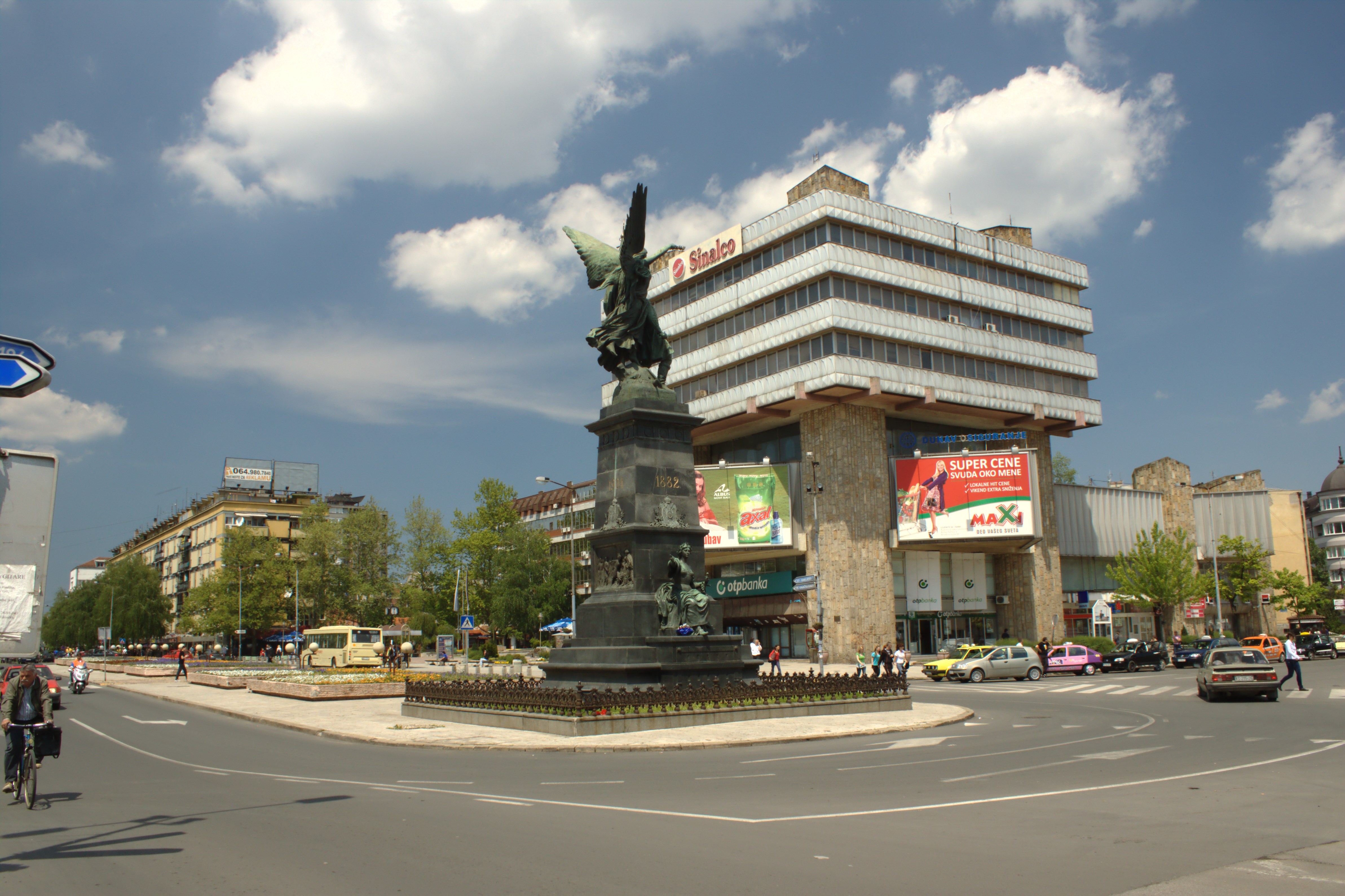
Denkmal zur Schlacht auf dem Amselfeld (1389)
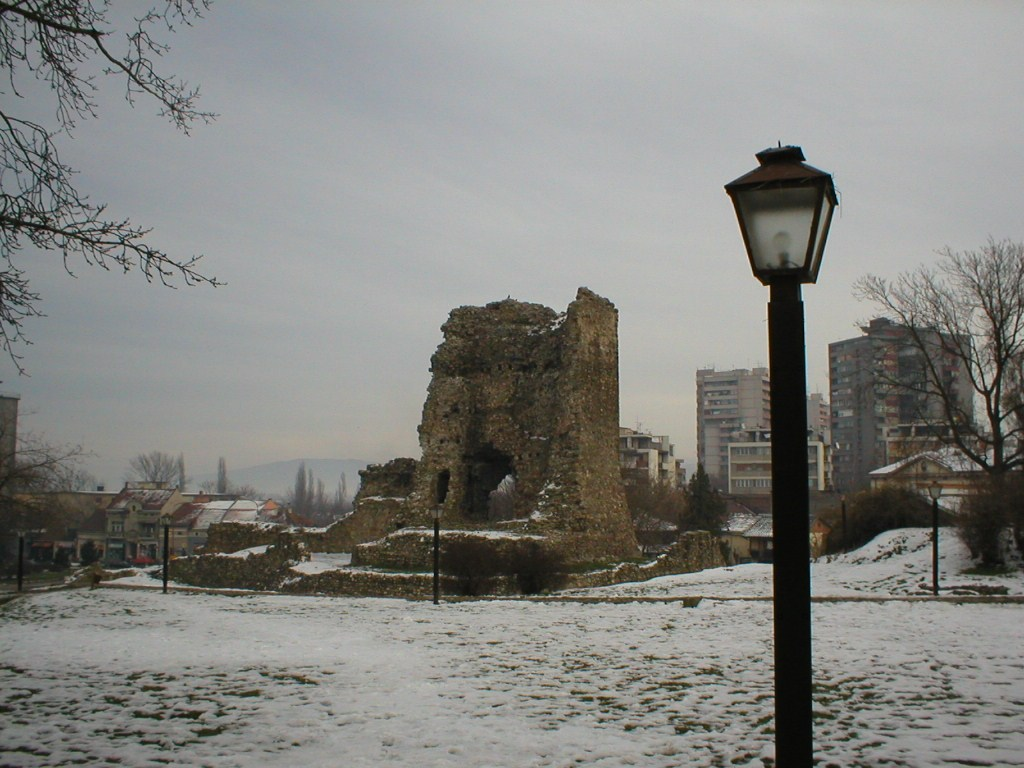
Ruinen der königlichen Burg
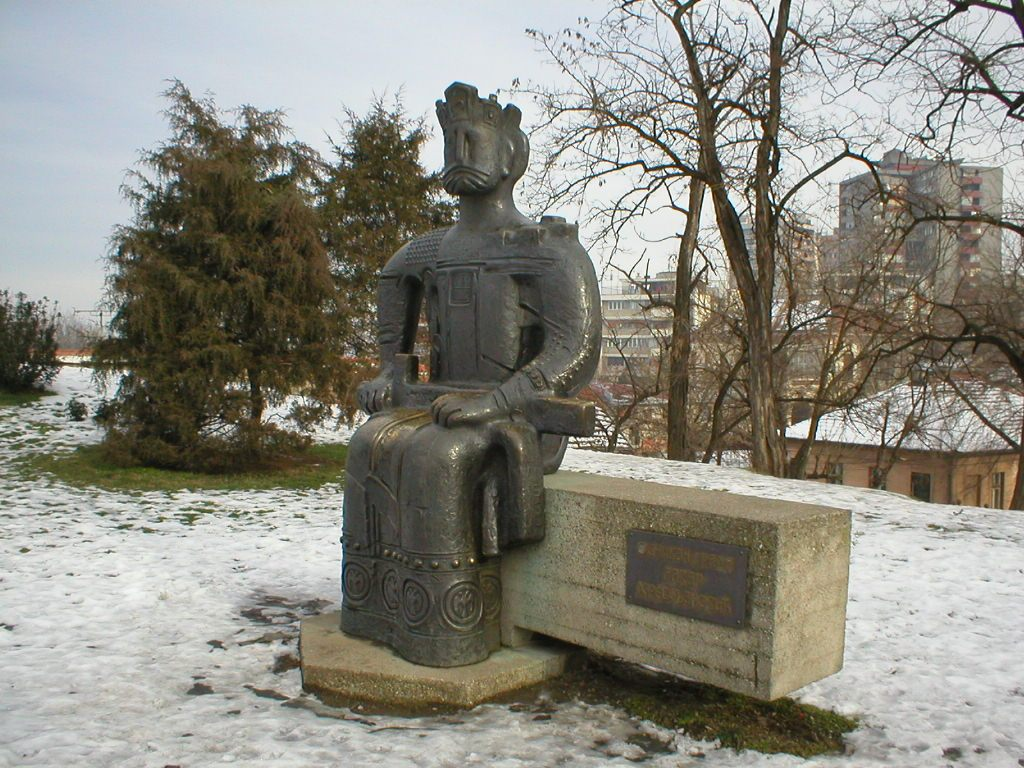
Denkmal zu Ehren Lazar Hrebljanovićs
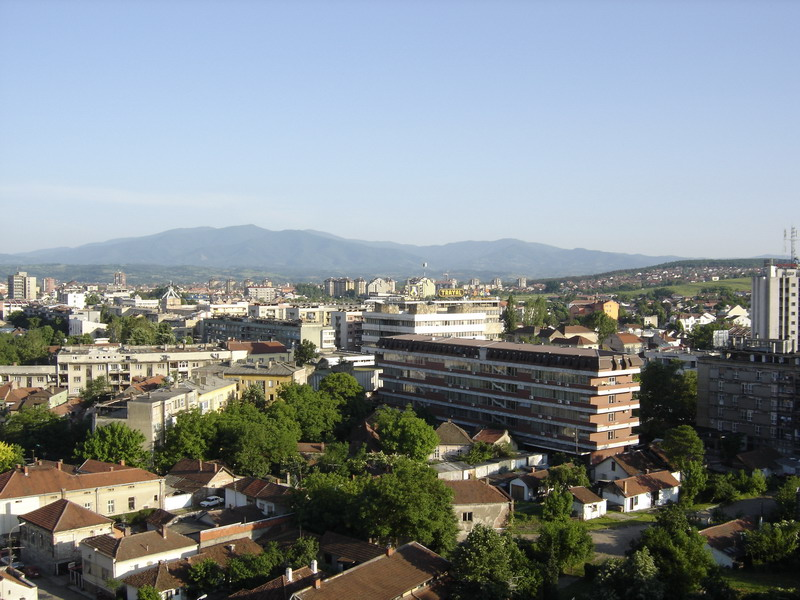
Stadtansicht
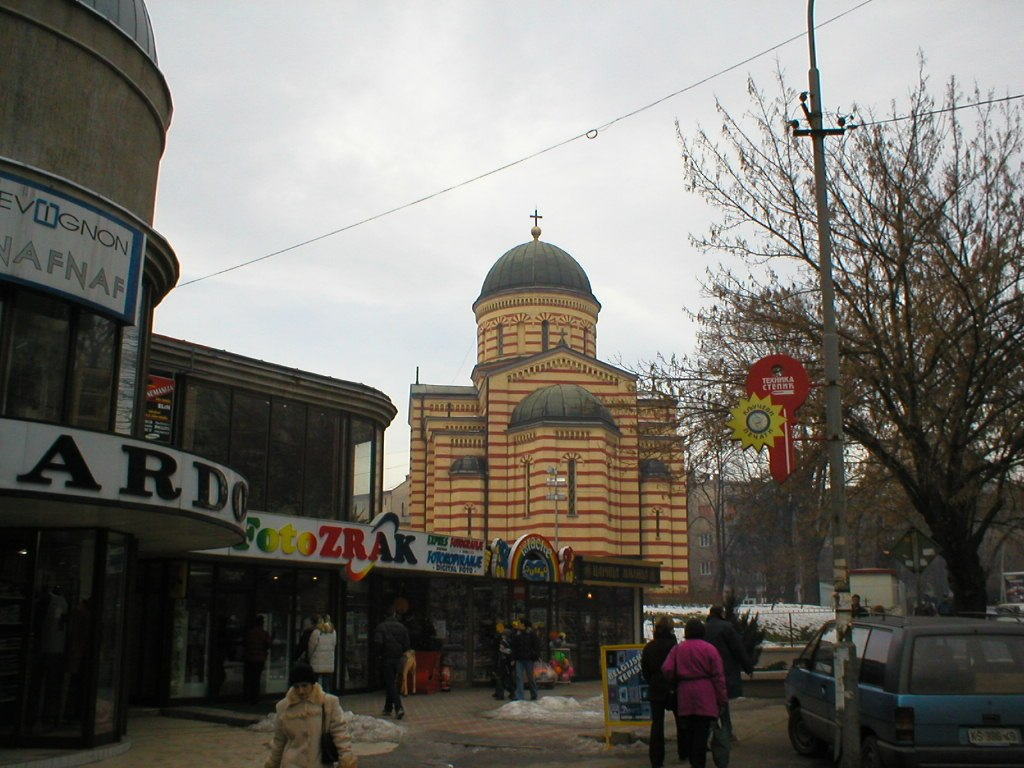
Innenstadt mit Serbisch-orthodoxer Kathedrale
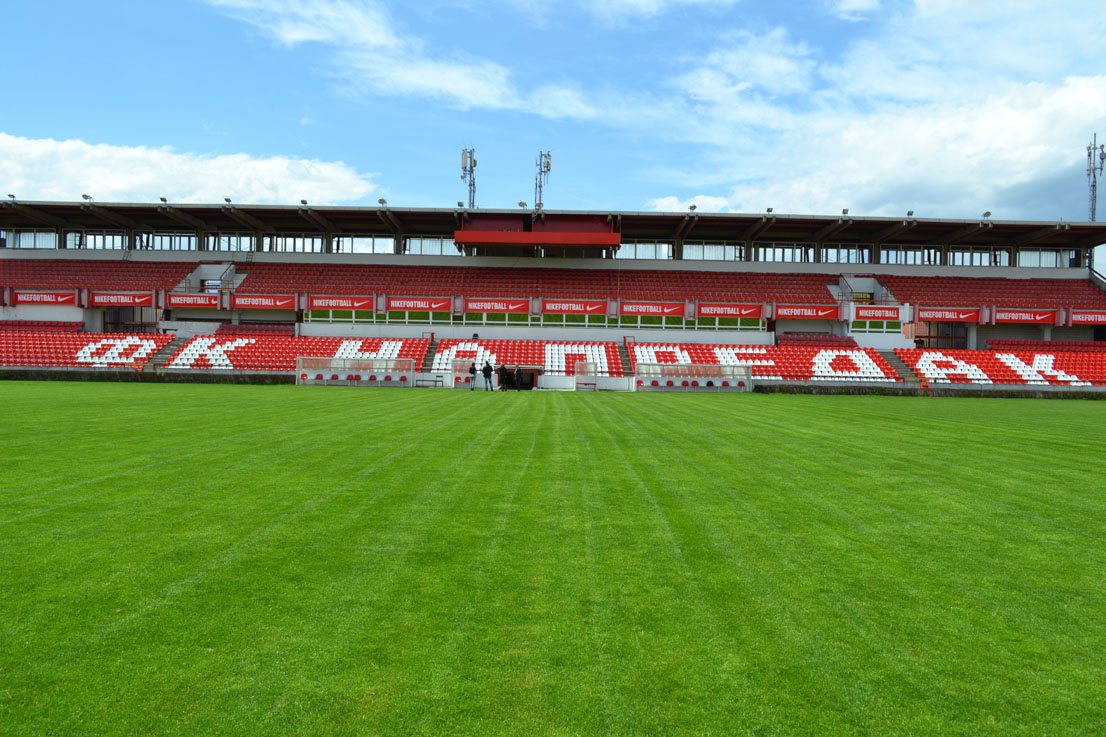
Fußballstadion Mladost
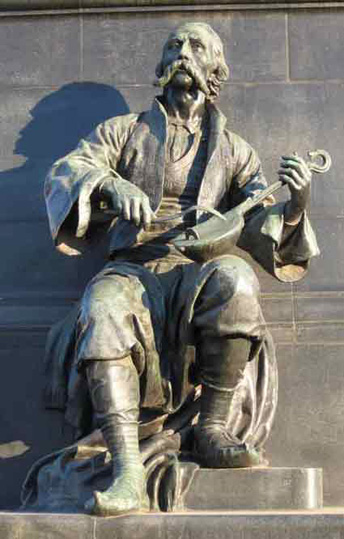
Denkmal für Filip Višnjić